# テッラッツォ
テッラッツォ（伊: Terrazzo）は、イタリア共和国ヴェネト州ヴェローナ県にある、人口約2,100人の基礎自治体（コムーネ）。

## 地理

### 位置・広がり

#### 隣接コムーネ
隣接するコムーネは以下の通り。括弧内のROはロヴィーゴ県、PDはパドヴァ県所属を示す。
- バディーア・ポレージネ (RO)
- ベヴィラックア
- ボスキ・サンタンナ
- カスタニャーロ
- カステルバルド (PD)
- レニャーゴ
- メルラーラ (PD)
- ウルバーナ (PD)
- ヴィッラ・バルトロメーア

### 気候分類・地震分類
気候分類では、zona E, 2317 GGに分類される。
また、イタリアの地震リスク階級 (it) では、zona 3 (sismicità bassa) に分類される。